# مصطفی آقاجانی
مصطفی آقاجانی (زادهٔ ۲۰ آبان ۱۳۶۶ شمسی)کشتی گیر و  بازیکن سابق  فوتبال اهل قزوین در ایران  است که در پست مدافع چپ بازی می‌کند.وی از کشتی گیران سابق کشور نیز بود.که سابقه قهرمانی آسیا را دارد.
در حال حاضر در ناصرآباد قزوین زندگی می‌کند.فرزند تراب آقاجانی و برادر بزرگتر مصیب آقاجانی میباشد.

## دوران باشگاهی

### ذوب‌آهن اصفهان
وی اولین بازی خود در لیگ برتر خلیج فارس را در هفته سوم لیگ برتر فوتبال ایران ۹۹–۱۳۹۸، مقابل باشگاه فوتبال تراکتور انجام داد.

## افتخارات
الف:طلای آسیایی در استانبول ۲۰۰۸
ب:نقره جهانی در بیشکک در ۲۰۱۱
- جام حذفی فوتبال ایران: ۹۸–۱۳۹۷ (نایب قهرمان)